# ヨハン・エルンスト3世 (ザクセン＝ヴァイマル公)

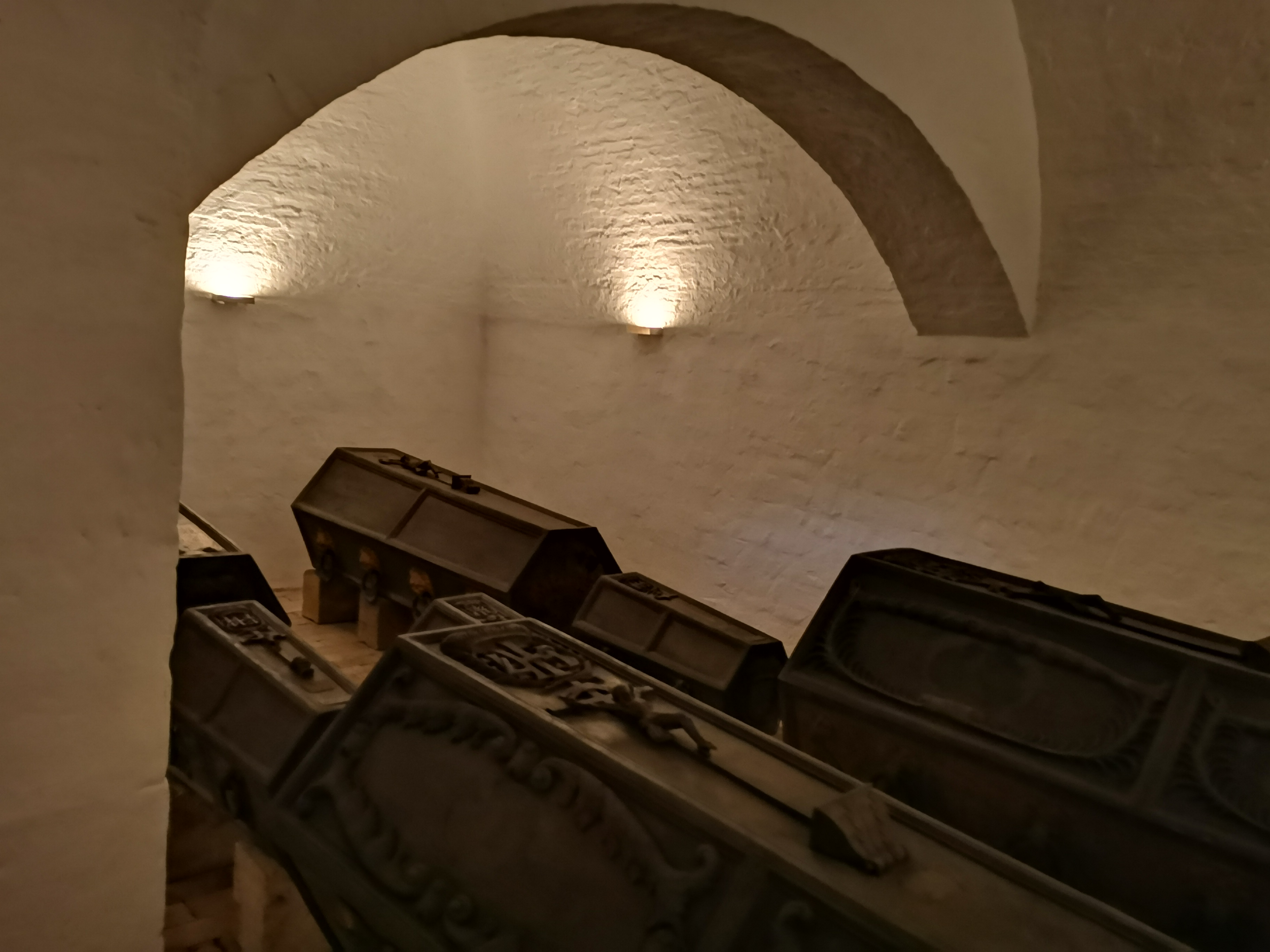
ヨハン・エルンスト3世の棺（後方）

ヨハン・エルンスト3世（ドイツ語：Johann Ernst III., 1664年6月22日 - 1707年5月10日）は、ザクセン＝ヴァイマル公（在位：1683年 - 1707年）。

## 生涯
ヨハン・エルンスト3世はザクセン＝ヴァイマル公ヨハン・エルンスト2世と、シュレースヴィヒ＝ホルシュタイン＝ゾンダーブルク公ヨハン・クリスティアンの娘クリスティーネ・エリーザベトの間に次男として生まれた。兄ヴィルヘルム・エルンストとともに1676年にイェーナ大学に入学した。父の死後、ヨハン・エルンストは公爵となったが、ヴァイマルではまだ長子相続制が導入されていなかったため、兄と共同統治を行った。兄弟は父の死の時にはまだ未成年であったが、父ヨハン・エルンスト2世は遺言で息子らは成年に達していると宣言し、皇帝もこれに同意していた。
ヨハン・エルンスト3世はアルコール依存症であり、政治にはほとんど関心がなかった。このため兄ヴィルヘルム・エルンスト1世はヨハン・エルンストを比較的早くから政治から遠ざけることができた。公式には亡くなるまで公爵の地位にあったが、政治に対し影響力を事実上ほとんど持っていなかった。収入に関し兄弟間で対立があったものの、ヨハン・エルンストは兄にこの特権を譲り、後年は兄とより緊密な関係を築いた。
ヨハン・エルンストは主にヴァイマルの赤城で隠遁生活を送っていた。1707年に死去し、ヴァイマルの城内教会に埋葬されたが、棺は後にヴァイマルの公家の霊廟に移された。

## 子女
1685年10月11日にアンハルト＝ツェルプスト侯ヨハン6世の娘ゾフィー・アウグステ（1663年 - 1694年）と結婚し、以下の子女をもうけた。
- ヨハン・ヴィルヘルム（1686年）
- エルンスト・アウグスト1世（1688年 - 1748年） - ザクセン＝ヴァイマル＝アイゼナハ公
- エレオノーレ・クリスティアーネ（1689年 - 1690年）
- ヨハンナ・アウグステ（1690年 - 1691年）
- ヨハンナ・シャルロッテ（1693年 - 1751年）

1694年11月4日にヘッセン＝ホンブルク伯フリードリヒ2世の娘シャルロッテ・ドロテア・ゾフィー（1672年 - 1738年）と結婚し、以下の子女をもうけた。
- カール・フリードリヒ（1695年 - 1696年）
- ヨハン・エルンスト4世（1696年 - 1715年） - ザクセン＝ヴァイマル公
- マリー・ルイーゼ（1697年 - 1704年）
- クリスティアーネ・ゾフィー（1700年 - 1701年）